# Jonas Emet
Jonas Emet, né le 13 février 1988, est un footballeur finlandais évoluant actuellement au poste de milieu offensif au FF Jaro.

## Palmarès
- Finaliste de la Coupe de la Ligue finlandaise en 2011 avec Tampere United
- Meilleur buteur de Veikkausliiga en 2014 avec 14 buts